# F1 2013
F1 2013 – komputerowa gra wyścigowa o tematyce Formuły 1, wyprodukowana przez brytyjskie studio Codemasters Birmingham i wydana przez Codemasters na platformy PC, PlayStation 3 oraz Xbox 360. Gra została wydana 4 października 2013 roku.

## Fabuła
Gracz wciela się w kierowcę Formuły 1 startującego w pełnym cyklu mistrzostw podczas sezonu 2013. Może także brać udział w zmaganiach z lat 80. i 90. (te ostatnie po zakupieniu Classic Editon lub dodatku).

## Rozgrywka
Gracz może uczestniczyć w trybie kariery, na którą składa się cały sezon Formuły 1 lub w pojedynczym Grand Prix, które umożliwiają udział w treningach, kwalifikacjach i wyścigu. Tryb wyzwań specjalnych został podzielony na cztery kategorie po pięć scen, są one odblokowywane wraz ze zdobywaniem medali za wykonane zadania. W trakcie wyzwań gracz bierze udział m.in. w wyścigu, podczas którego na torze doszło do wypadku lub wystąpiły problemy w alei serwisowej. Kolejnym trybem rozgrywki jest samouczek o nazwie Test Młodego Kierowcy.
Gra jest w pełni zintegrowana z serwisem RaceNet, który umożliwia m.in. porównywanie osiągnięć ze znajomymi, sprawdzanie swoich statystyk czy udział w grach społecznościowych.
W grze zawarty został tryb gry wieloosobowej umożliwiający grę w sieci lokalnej lub przez Internet, a także w trybie podzielonego ekranu.

## Wydanie gry
Gra została wydana w wersji Standard i Classic. Wersja Classic została wzbogacona w elementy pochodzące z sezonów lat 90. (bolidy zespołów: Williams i Ferrari, kierowców takich jak: Jacques Villeneuve, Nigel Mansell, Eddie Irvine, Damon Hill, Alain Prost, Michael Schumacher i David Coulthard), natomiast w wersji Standard są one dostępne w ramach zawartości do pobrania o tytule 1990s Pack. Został wydany również dodatek DLC Classic Tracks Pack, który zawiera tor Autodromo Enzo e Dino Ferrari, na którym odbywało się Grand Prix San Marino oraz Autódromo do Estoril, na którym odbywało się Grand Prix Portugalii.